# 欧州規模の政党
欧州規模の政党（おうしゅうきぼのせいとう）は、ヨーロッパにおいて国境を越えて活動する政党組織。欧州政党、ユーロパーティ (Europarty) ともいう。欧州連合ではこれらの政党について主にマーストリヒト条約第10条で以下のように規定し、資金の供与を行っている。
| 「 | Political parties at European level are important as a factor for integration within the Union. They contribute to forming a European awareness and to expressing the political will of the citizens of the Union. （日本語仮訳）欧州規模の政党は連合内の統合に向けた要素として重要である。欧州規模の政党は連合の市民の欧州に対する意識の形成や政治に対する民意の顕示に寄与するものである。 | 」 |

この規定により、欧州連合の規則において「欧州規模の政党」やその資金に関する規定を定めている。
2006年までに欧州議会での活動金を受ける資格を持つ、ヨーロッパ各地の政党連合による10の欧州政党が創設されている。欧州議会内においてこれらは政党間、または政党と無所属議員間で政治会派を結成している。
近年欧州委員会では欧州議会議員選挙での投票率低下を打開するために欧州政党の設立を促す計画を進めている。2007年6月に発表された計画ではセミナーの開催や活動資金の供与額増加によって成長が見込まれる組織のヨーロッパの課題への参画を見込んでいる。

## 主要政党
2020年現在、以下の10の政党が正式に登録されている。
- 欧州人民党 - ドイツキリスト教民主同盟やフランス国民運動連合など、キリスト教民主主義や中道右派系の政党による。
- 欧州社会党 - フランス社会党やイギリス労働党など、社会民主主義、民主社会主義系の中道左派政党による。
- 欧州自由民主同盟党 - 自由民主主義、中道主義系の政党による。
- 欧州民主党 - 中道主義、欧州統合主義系の政党による。
- 欧州自由同盟 - 地方主義、分離主義系の政党による。
- 欧州緑の党 -中道左派、欧州各国の環境主義系の政党
- 欧州左翼党 - 民主社会主義、ユーロコミュニズム系の左派政党による。
- 欧州保守改革党 - 右派。ポーランドの法と正義など東欧の保守政党が多く参加している。
- 欧州キリスト教政治運動（英語版） - キリスト教民主主義、キリスト教右派系の政党による。
- アイデンティティ・民主党 - 旧「国家と自由の欧州運動」。極右、欧州懐疑主義系。

## 制度
欧州規模の政党として認められ、EUから助成金を得るためには以下の条件を満たす必要がある。
- 加盟国で法人格を有すること。
- 加盟国のうち4分の1以上の国でその政党から欧州議会議員、国会議員または地方議員が選出されているか、直近の欧州議会議員選挙において加盟国の4分の1以上の国で3パーセント以上の得票を得ていること。

- 欧州連合の原則（自由・民主主義・人権の尊重・法の支配の原則）を遵守すること。
- 欧州議会議員選挙に参加したか、参加する意向を表明していること。

また、助成金を受けている政党は500ユーロ以上の献金を公表する必要があり、12000ユーロ以上の献金の受け取りは禁止されている。

## 上記以外の欧州規模の政治組織
EUに正式に登録されているもの以外にも、欧州連邦主義のVolt Europaや動物の権利保護を掲げる動物政治EU、欧州海賊党、ヨーロッパ・民主主義・エスペラントなどが欧州規模の政党として活動している。
また、国内政党間の同盟・ネットワークとして、北欧緑の左派同盟や共産党・労働者党イニシアティブ、ヨーロッパ反資本主義左翼などがある。

## 課題・論争
欧州規模の政党は各国の有権者との結びつきの弱さが指摘されている。欧州規模の政党は共通のマニフェストを策定しているが、欧州議会議員選挙における実質的な選挙運動は各国の国内政党によって行われ、候補者の選定も国内政党によって行われていることが多い。
また、欧州規模の政党への助成金は加盟する国内政党の活動には使用できない。このことが欧州規模の政党に参加しない国内政党に不利になり、EUの掲げる多元主義や民主主義の価値観に反しているとして欧州司法裁判所に訴訟が起こされたが、いずれも棄却されている。